# Ніч живих нявців
«Ніч живих нявців» (яп. ニャイト・オブ・ザ・リビングキャット, Nyaito obu za Ribingu Kyatto) — японська серія манґи, написана Hawkman та проілюстрована Mecha-Roots. З жовтня 2020 року серіал виходить у журналі Monthly Comic Garden видавництва Mag Garden. Прем'єра аніме-серіалу виробництва OLM відбулась у липні 2025 року.

## Сюжет
Поширився таємничий вірус, який змушує людей перетворюватися на котів, коли вони обіймаються з котячими тваринами. Головний герой, Кунаґі, мусить боротися зі своїм бажанням притискатися до котів, щоб вижити в цьому химерному і божевільному світі.

## Медіа

### Манґа
Написана Hawkman та проілюстрована Mecha-Roots, «Ніч живих нявців» розпочала свою публікацію в журналі Monthly Comic Garden видавництва Mag Garden 5 жовтня 2020 року. Перший том вийшов 10 травня 2021 року. Станом на 21 лютого 2025 року вийшло шість томів. 
В Україні манґу було ліцензовано видавництвом Molfar Comics.

### Аніме
22 лютого 2024 року (у національний день котів) було анонсовано аніме-адаптацію. Виробництвом займатиметься компанія OLM, а плануванням та виробництвом займатимуться Slow Curve та Sony Pictures Television (SPT). Режисером серіалу виступить Томохіро Камітані, головним режисером буде Такаші Мііке, Шінго Іріє відповідає за сценарії серіалу, Такао Макі — за дизайн персонажів, а музику написав Коджі Ендо. Прем'єра серіалу відбулась 7 липня 2025 року на TV Tokyo та BS TV Tokyo. Головна пісня серіалу — «Nyaight of the Living Cat» (яп. ニャイト・オブ・ザ・リビングキャット, Nyaito obu za Ribingu Kyatto) від Ендо, за участю Марті Фрідмана та Хайді Шеперд.
Серіал транслюватиметься на Crunchyroll в Америці, Великій Британії, Європі, на Близькому Сході, в Африці, Океанії та СНД, тоді як SPT займатиметься розповсюдженням в Азіатсько-Тихоокеанському регіоні.

## Сприйняття
Манґу було номіновано на сьому премію Next Manga Award у категорії «Найкраща друкована манґа» у 2021 році.